# فرودگاه بین‌المللی شهرستان اووکلند
فرودگاه بین‌المللی اووکلند کانتی (به انگلیسی: Oakland County International Airport) یک فرودگاه همگانی بهره‌برداری هوایی با کد یاتا PTK است که یک باند فرود آسفالت دارد و طول باند آن ۱۹۸۷ متر است. این فرودگاه در کشور ایالات متحده آمریکا قرار دارد و در ارتفاع ۲۹۹ متری از سطح دریا واقع شده‌است.